# Sant Andreu de Sureda
|  | Per a altres significats, vegeu «Monestir de Sant Andreu de Sureda». |

Sant Andreu de Sureda (['santən'dɾewðəsu'ɾɛðə], oficialment en francès Saint-André) és el poble cap de la comuna del mateix nom, de 3.288 habitants, de la comarca del Rosselló, a la Catalunya del Nord.

## Etimologia
De fet, el nom del poble és íntegrament tret del monestir a l'entorn del qual es formà; d'altra banda, el monestir s'anomenà de sant Andreu apòstol per la seva advocació a aquest sant, i de Sureda pel senyoriu en el qual s'instal·là el cenobi.

## Geografia

Situació de la comuna de Sant Andreu de Sureda en el Rosselló

El terme comunal de Sant Andreu de Sureda, de 97.300 hectàrees d'extensió, està situat entre la riba dreta de la Tet, que, tanmateix, no arriba a tocar, i els primers contraforts de la Serra de l'Albera. El terme gira principalment a l'entorn de la Ribereta, o Ribera de Sant Andreu, antigament anomenada Ribera de Tatzó. La part meridional del territori de Sant Andreu de Sureda està format pel con de dejecció de la Maçana, i la part occidental, per la meitat inferior del con de la Ribera de Sureda.
La comuna de Sant Andreu de Sureda inclou el poble de Tatzó d'Amunt.
Termes municipals limítrofs:
| Palau del Vidre |  |                        |
|                 |  | Argelers de la Marenda |
| Sureda          |  |                        |

### El poble de Sant Andreu de Sureda

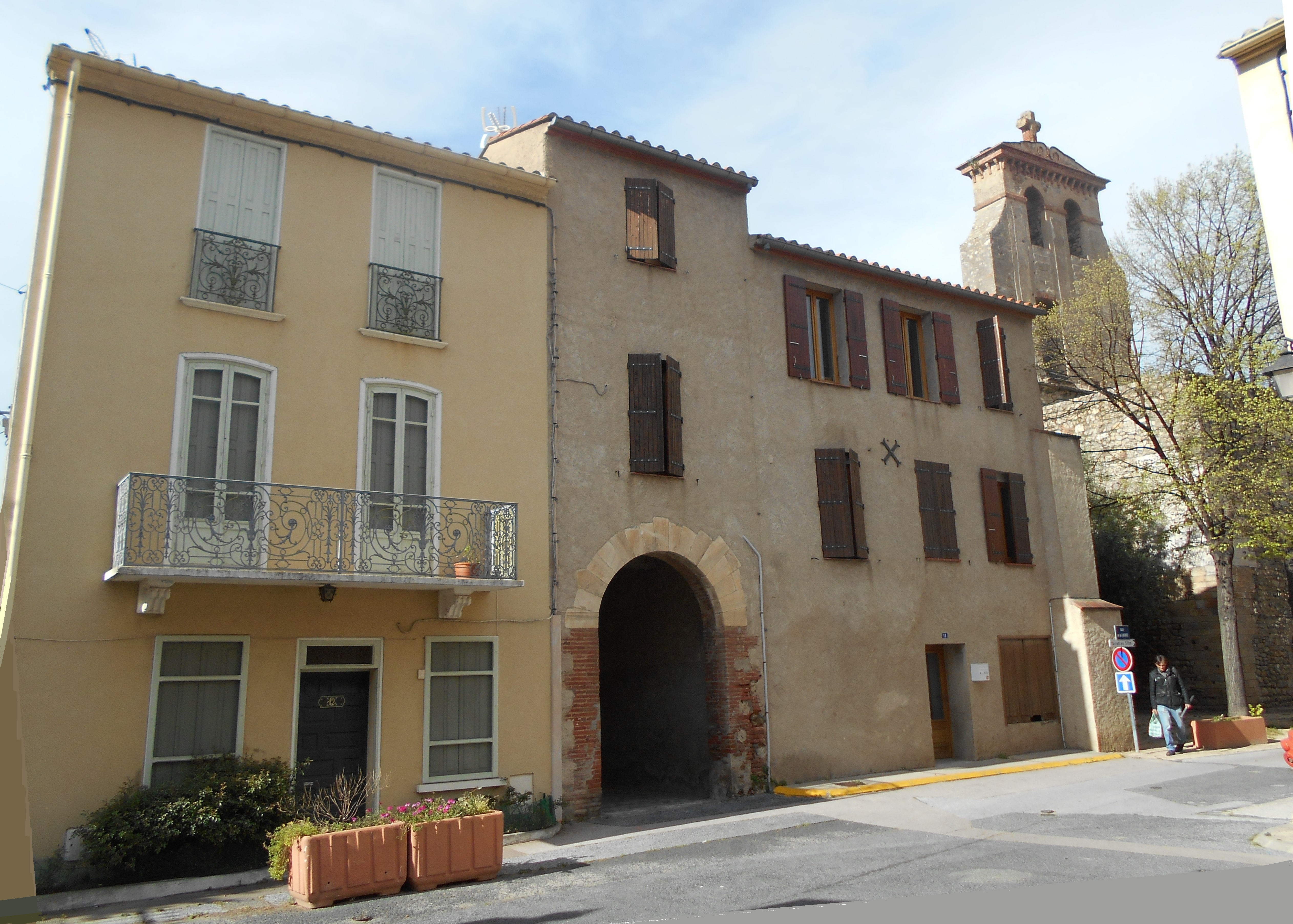
Portal de la cellera de Sant Andreu de Sureda

El poble de Sant Andreu de Sureda es forma a partir de l'abadia benedictina homònima, fundada cap a l'any 800 per l'abat Miró. No nasqué, com molts pobles rossellonesos, d'una cellera, sinó que el poble anà creixent al voltant d'un monestir ja format, i amb un volum d'edificacions notable. El mateix traçat del poble ho fa veure. De l'església parroquial del poble, dedicada a Santa Maria, no en queda res més que una ara de marbre, ara en mans privades. Dins del nucli antic hi havia el Cementiri Vell, al nord del nucli, mentre que el Cementiri Nou, construït a llevant, en el Camí Vell d'Argelers, ha acabat absorbit pel nucli urbà. Una cosa semblant s'ha esdevingut amb la Cava Cooperativa: construïda al sud del nucli de població, actualment també ha quedat englobada en el nou traçat del poble.
Del nucli primigeni a l'entorn del monestir, el poble s'anà estenent pels seus entorns, i, ja en els darrers anys del segle xx i els primers del XXI, a partir de les urbanitzacions que, gairebé de forma radial, s'anaren urbanitzant per la plana propera a Sant Andreu de Sureda; els Aspres, les Grands Espaces i el Milossà.

### Tatzó d'Amunt

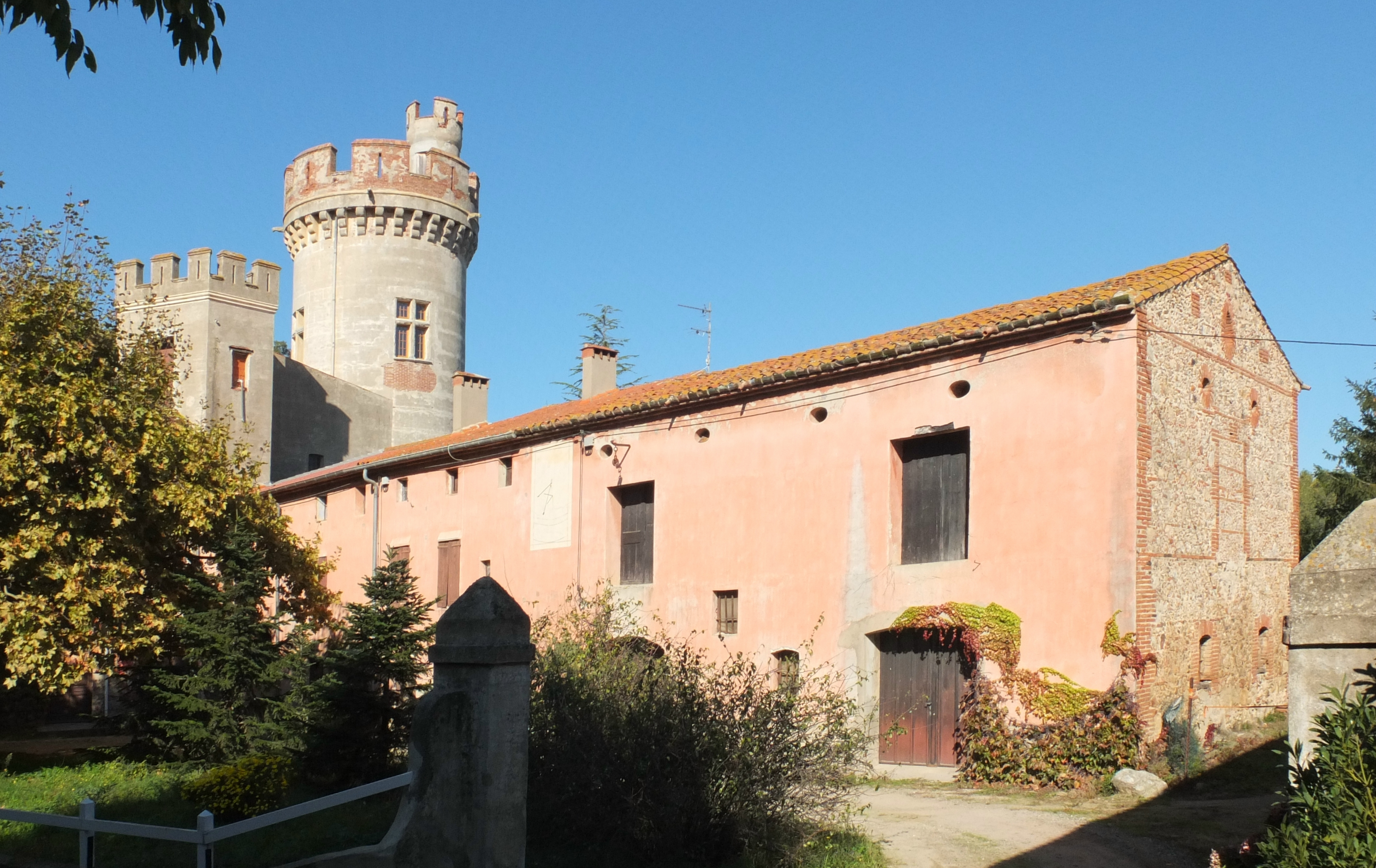
Detall de Tatzó d'Amunt, amb el seu castell

El poble de Tatzó d'Amunt, que antigament havia tingut terme propi, amb Tatzó d'Avall, nasqué com a cel·la monàstica de Sant Vicenç, després possessió, del monestir de Sant Andreu de Sureda. Hi havia castell (Castell de Tatzó d'Amunt) i al segle xiii hi va arribar a haver l'Hospital de Tatzó d'Amunt, o l'Hospitalet, amb 10 llits, que era servit per frares hospitalers. Està situat molt a prop de l'extrem nord-est del terme comunal, a quasi un quilòmetre i mig al sud-oest de Tatzó d'Avall, del terme d'Argelers de la Marenda.
Destaca, al nord-oest del poble de Tatzó, la gran creu monumental del Crist, present en molt pobles rossellonesos. És .

### Sant Miquel
Situada a prop al nord-oest del poble, actualment molt a prop del nucli, a causa del creixement urbà, l'ermita de Sant Miquel és al marge sud d'un camí, una mica camuflada entre la vegetació del lloc. A les seves proximitats es van recollir nombroses restes arqueològiques prehistòriques, corresponents sobretot als períodes neolític i calcolític, i, una mica més a llevant, vestigis d'època romana.

### Els masos del terme
Entre el creixement urbà del poble i el despoblament d'una part del camp, pocs són els masos conservats o en ruïnes. Hi trobem el Mas Nou, el Mas Titet, les ruïnes del Mas Vila, Santa Eugènia, o Santa Eugènia dels Camps, mas el nom del qual denota l'existència d'una antiga església, i la Teuleria. El Molí de Tatzó és ja en terme d'Argelers.

### Orografia
El terme és essencialment pla. oscil·la entre els 14 m alt a l'extrem nord i els 74 al sud, sense que hi hagi en tot el terme cap serrat o turó destacat damunt de la plana.

### Hidrografia
En el sector meridional del terme, que comença a enfilar-se cap a la Serra de l'Albera, es troben uns quants còrrecs afluents dels principals cursos d'aigua del terme de Sant Andreu de Sureda. Són sobretot el Còrrec de Flamesaigues, el de la Figuerassa -que és continuació del Còrrec de l'Hort de la Font- i el de la Font del Llop. Els cursos d'aigua de més relleu són el torrent del Milossà, la Ribera de Sant Andreu, antigament de Tatzó, popularment la Ribereta, i la Ribera de Sureda.
La part septentrional, plana i propera al Tec, compta amb una agulla de drenatge, l'Agulla de les Nogueres, i diversos recs d'irrigació: el Rec del Molí, el de Palau, el de Tatzó, el Rec Gros d'Argelers i el Rec Petit d'Argelers.
Els camins superaven les riberes i el torrent en diversos indrets: el Passallís del Camí de Vilaclara, el del Camí del Mas Nou i el del Camí d'Elna. Cal destacar, a més, com a espais relacionats amb l'aigua, el Rentador, al nord del poble vell, i la Font, a llevant.

### El terme comunal
Les partides i altres indrets específics del terme de Sant Andreu de Sureda són: els Arnaus, el Camí d'Argelers (com el següent, nom de la partida per on passa el camí), el Camí de Tatzó, el Camp del Cavall, el Camp de les Basses, el Camp del Prat de l'Abat, el Camp Llarg, la Carrerassa, les Clotes, els Colomers, la Coscolleda, el Devès, la Figuerassa, l'Horta d'en Bocamí, l'Horta d'en Siuroles, els Horts de la Font, la Janera, el Mas Nou, el Mas Titet, el Mas Vila, els Milanets, Negabous, el Noc dels Frares, el Noc de Tatzó, Pal·lura, els Quatre Camins, la Resclosa, la Revella, el Roc de la Perdiu, a més, senyal termenal, Santa Eugènia, Sant Bernat, Sant Miquel, Tatzó d'Amunt, la Teuleria, Timbau de Sant Miquel, la Vinya de Matillo Vell i el Vinyer Vell.

## Transport

### Vies antigues de comunicació
Per Sant Andreu de Sureda passaven diverses vies de comunicació, a l'antiguitat. D'una banda, la via del Vallespir, que resseguia la vall del Tec pel costat de la Serra de l'Albera; l'actual D - 2 en ressegueix el traçat, almenys pel que afecta Sant Andreu de Sureda (en defineix el termenal sud, amb Argelers). En aquest tram, precisament, entrava en contacte amb la Vall de la Maçana, per on davallava la via visigòtica que passava pel Castell d'Ultrera. Segons alguns autors, aquesta era el pas cap al nord dels Pirineus de la Via Domícia, que en deixar la vall de la Maçana, seguia el que ara es coneix com la Carrerassa (que també fa de límit entre Sant Andreu de Sureda i Argelers) i s'adreçava a Tatzó d'Amunt.

### Carreteres
En el terme de Sant Andreu de Sureda trobem cinc carreteres, una de les quals, però, només frega un petit tram del terme comunal:
Les dues principals són la D - 618 i el traçat antic d'aquesta mateixa carretera, que circula paral·lela pel sud de la 618, travessant pel bell mig els nuclis urbans, mentre que el traçat modern, en forma d'autovia, els evita passat pel nord de les poblacions.
La D - 618 (El Voló - Argelers de la Marenda), enllaça aquestes dues poblacions directament, sense passar, com acabem de dir, pels nuclis de població, amb els quals enllaça, però, a través de nusos de sortida. Travessa els termes del Voló, Montesquiu d'Albera, Vilallonga dels Monts, Sant Genís de Fontanes, la Roca de l'Albera, Palau del Vidre, Sant Andreu de Sureda i Argelers de la Marenda i té enllaç amb tots aquests pobles. El traçat antic travessa els mateixos termes, però només travessa els nuclis urbans de Sant Genís de Fontanes i de Sant Andreu de Sureda.
A l'extrem de ponent del terme es troba la carretera D - 11 (D. 914, a Argelers - Montesquiu), que entra en el terme de Sant Andreu de Sureda per l'extrem nord-est, procedent de Palau del Vidre, emprèn la direcció sud, travessant Sant Andreu de Sureda en un breu tram d'un quilòmetre i mig, i en surt pel sud-oest cap a Sureda. Discorre pel límit oest del nucli urbà, fregant les urbanitzacions de més a ponent del poble, i hi enllaça a través de la cruïlla amb el traçat vell de la D - 618, abans explicat.
Just a la punt nord-est del terme comunal de Sant Andreu de Sureda es troba la D - 914, que travessa 600 metres de terme comunal, sense enllaç directe (es fa a través d'Argelers de la Marenda). La D - 914 (D - 900 a Perpinyà, a les Arcades - Coll dels Belitres, a Cervera), té format d'autovia fins al capdavall del terme d'Argelers, ja en direcció a Cotlliure.
Constitueix el límit meridional del terme comunal de Sant Andreu de Sureda la carretera D - 2, que en aquest espai és termenal amb Argelers de la Marenda. La D - 2 (Argelers- D - 619, a Trevillac), que frega el terme pel seu límit sud, mena a Argelers de la Marenda, sense enllaça directe (l'enllaç es fa directament a través del traçat vell de la D - 618), i es comunica a través de Sureda (enllaç a través de la D - 11) amb la resta de poblacions que uneix aquesta carretera.

### Transport col·lectiu públic
La línia 401 del servei departamental de Le bus à 1 €, d'Argelers de la Marenda a Ceret, passa per Sant Andreu de Sureda procedent de Palau del Vidre abans de continuar cap a Sureda, la Roca d'Albera, Sant Genís de Fontanes, Vilallonga dels Monts, Montesquiu d'Albera, el Voló, Morellàs i Ceret. Ofereix tres serveis diaris en cada direcció de dilluns a dissabte (tot i que el segon d'aquests serveis només va d'Argelers a Montesquiu d'Albera). No circula els dies festius. Per aquesta línia, Sant Andreu de Sureda és a 10 minuts de Palau del Vidre, a mitja hora d'Argelers, i, cap a l'altra banda, a un 5 minuts de Sureda, a 10 de la Roca d'Albera, un quart d'hora de Sant Genís de Fontanes, 20 minuts de Vilallonga dels Monts, mitja hora de Montesquiu d'Albera, tres quarts d'hora del Voló, a 50 minuts de Morellàs i a 1 hora de Ceret.
També hi passa la línia 413 del mateix servei, de Perpinyà a Vilallonga dels Monts, sortint del cap i casal rossellonès passa per Elna, Palau del Vidre, Argelers de la Marenda, Sant Andreu de Sureda, Sureda, la Roca d'Albera, Vilallonga dels Monts, i encara, un sol servei diari, a Sant Genís de Fontanes. Hi ha sis serveis diaris que passin per Sant Andreu de Sureda, de dilluns a dissabte, però no circula els dies festius. Tanmateix, aquesta línia 413 realment només funciona a partir d'Argelers, ja que el tram anterior, des de Perpinyà, el serveix la línia 400.

### Línia de Ferrocarril
Travessa el terme de Sant Andreu de Sureda la línia de ferrocarrils de passatgers i mercaderies de Cervera de la Marenda a Perpinyà, que és part de la línia 2 de TER Llenguadoc Rosselló (Tolosa - Matabiau - Portbou). No hi ha hagut mai estació, a Sant Andreu de Sureda; els viatgers han d'adreçar-se a les estacions d'Argelers o d'Elna, per proximitat preferentment la primera.

### Els camins del terme
Dins del terme de Sant Andreu de Sureda es troben uns antics camins ara esdevinguts carretera, com la Ruta d'Argelers, la de Palau, la de Perpinyà, la de Sant Genís i la de Sureda, a més de la Ruta Nova, antigament inexistent. Diversos camins connecten, a més, amb els pobles de l'entorn: el Camí de Sureda a la Mar, el Camí de la Pava, o Camí de Carlemany, el Camí d'Elna, el Camí del Roc de la Perdiu, o de Tatzó d'Avall a la Pava, el de Palau, el de Tatzó d'Amunt a Palau, el de Sant Genís, el de Sureda, el de Tatzó d'Avall, el de Vilaclara, el Camí Vell d'Argelers i la Travessa de Tatzó d'Avall a Sant Andreu. De camins interiors del terme trobem el Camí del Mas Nou, o del Mas Titet, dos camins anomenats del Vinyer Vell i el de Tatzó. Esment a part mereixen la Carrerassa, abans Carrerada de la Pava, antic camí de transhumància, i el Camí de Ferro, manera d'esmentar la via del ferrocarril que travessa el nord-est del terme.

## Activitats econòmiques
L'agricultura, i en especial la vinya, és la base de l'economia local. Un centenar aproximat d'explotacions agrícoles (fa 50 anys n'hi havia el doble) conreen més de 650 hectàrees de terra, de les quals més del 85% estan dedicades a la vinya, principalment a les denominacions d'origen controlades Ribesaltes, Moscat i Costers del Rosselló; entre les que no, una part es destina a vins d'aperitiu. Són sobretot els sectors central i meridional del terme, més enlairats. A més, hi ha fruiters, sobretot albercoquers, presseguers i pereres, i hortalisses, com carxofes, api, col-i-flors, productes primerencs, enciams, escaroles, julivert i tomàquets; tot això a la zona septentrional de la comuna, a la zona més plana i propera al Tec. Hi ha tot just una mostra d'unes 4 hectàrees de cereals.

## Història

### Prehistòria
A Tatzó d'Amunt els arqueòlegs van trobar les restes d'un hàbitat protohistòric, amb restes repartides sobre uns 500 m², sobretot àmfores ibèriques i etrusques. Barrejades amb les anteriors a la romanització, es van trobar restes d'àmfores romanes republicanes i d'africanes, diversos dolia, ceràmica grisa rossellonesa, i pedres de molí. A Sant Miquel, a tocar al nord-oest del nucli urbà, es van trobar restes prehistòriques, amb abundant ceràmica ibèrica. Segons Kotarba és el jaciment rossellonès més ric en restes ibèriques; era sens dubte una petita explotació agrícola del Neolític.

### Història antiga
L'època derivada de la colonització romana és la que ha deixat més restes a Sant Andreu de Sureda, algunes d'elles relacionades amb les vies que discorrien pel terme actual. Al Mas Nou, al nord-oest de Tatzó d'Amunt, moltes restes de terrissa (teules, ceràmica, àmfores...) fan veure l'existència d'una ocupació d'època augustiniana, que es va allargassar fins al segle v de la nostra era, amb presència de ceràmica paleocristiana. A més, al Mas Nou es va trobar un pilar de planta triangular, de 60 cm d'alçada per 14 de costat, a cadascuna de les tres cares, decorat amb motius vegetals. Està datat a començaments de l'Alt Imperi, i està conservat actualment a Sant Andreu de Sureda. A la mateixa zona, i al proper Tatzó d'Amunt, es van trobar també diverses monedes romanes. A Santa Eugènia, al nord del poble, prop del Mas Titet, diverses restes dels segles ii i iii de la nostra era, que es dubta si corresponen a uns enterraments o a un establiment romà tardà; així mateix, en un indret proper es van localitzar les restes d'un petit hàbitat de finals de l'antiguitat, dels segles V i VI de la nostra era.
Als Milanets, a prop i al nord-est del poble, al nord de la Ruta Nova, es van trobar restes de cinc fosses circulars d'extracció d'argila, sense restes de cap hàbitat proper, així com una concentració d'àmfores d'època republicana repartides en uns 200m². Al Camp de les Basses, a tocar de l'extrem nord-est del nucli urbà i a llevant del Cementiri Vell, prop dels Milanets, es va localitzar un hàbitat dels segles VI-V abans de JC, amb petites sitges i un munt de restes de terrissa que denoten dues etapes de colonització. Es considera que és el jaciment més valuós del terme. A les Clotes i al Camí de Tatzó, al nord del terme, l'obertura de la Ruta Nova va treure a la llum nombrosos fragments d'àmfores que corresponien a un hàbitat proper, encara no localitzat. Al nord de Sant Miquel, al nord-oest de la població, en l'obertura de la nova carretera D - 618, van aparèixer restes de fosses, amb nombroses restes d'àmfores itàliques, tegulae i de ceràmica modelada i, a prop, tot de restes que fan veure l'existència d'un hàbitat, encara no localitzat.
A la part meridional del terme, a la Carrerassa van aparèixer vestigis corresponents a un petit hàbitat d'època romana republicana, amb restes de terrissa repartits en uns 300m² del seu entorn.
Unes de les troballes més rellevants foren les aparegudes a l'església del monestir de Sant Andreu de Sureda. Com a suport de l'altar major va ser trobat un altre altar, de marbre blanc, on, dins d'un quadre motllurat, es podia llegir una dedicatòria a l'emperador Gordià feta pels veterans de la X legió romana; possiblement, pels detalls del text, aquest altra procedia de Narbona. Es pot veure actualment dins del temple, entrant a mà esquerra. En prospeccions fetes a l'absidiola nord fou trobada una altra pedra d'altar, en aquest cas dedicada a Mercuri August; aquesta és a la dreta, entrant a l'església. A les mateixes parets de l'església romànica es troben diferents pedres procedents d'edificis romans anteriors a l'església. Tots ells prodrien procedir de Narbona.

### Història Medieval
El poble de Sant Andreu de Sureda es forma a partir del monestir homònim, benedictí. El monestir havia estat fundat cap a l'any 800 per l'abat Miró, a prop del Castell d'Ultrera, a Sant Martí Vell, i vers el 820 es traslladà a l'emplaçament actual. Consten tot de donacions i privilegis a favor seu dels segles IX i X, així com nombroses pertinences i dependències, com Sant Martí de la Vall, Sant Vicenç de Tatzó d'Amunt, un vilar a prop de les Garrigues, a Santa Maria de Mollet (avui dia, Montferrer), Candell, a llevant de Vilamulaca, Tresmals, avui dia del terme d'Elna, entre d'altres.
El 1109 el monestir fou unit al de Santa Maria de la Grassa, cosa que va suposar una reconstrucció de l'església, tornada a consagrar el 1121, cosa que va suposar un increment de les rendes del monestir. Les guerres civils rosselloneses del segle xii malmeteren notablement l'església i el poble, i tot seguit, ja al segle xiii, en començà una llarga decadència que ja no s'aturà fins a la seva annexió a Santa Maria d'Arles, el XVI. És per aquesta causa que al llarg d'aquests segles, el poble de Sant Andreu de Sureda visqué un notable estancament.

## Demografia

### Demografia antiga
Com es pot observar en el quadre de població adjunt, Sant Andreu de Sureda experimentà un lleuger creixement en el pas de l'Edat Mitjana a l'Edat Moderna, al qual succeí un altre estancament i una clara davallada, que arribà fins al segle xviii, moment en què s'inicia una recuperació evident.. La població està expressada en nombre de focs (f) o d'habitants (h)
| 8 f | 11 f | 10 f | 10 f | 18 f | 26 f | 18 f | 12 f | 56 f | 59 f | 53 f | 220 h | 53 f | 68 f | 221 h |

Font: Pélissier 1986

### Demografia contemporània
| Evolució de la població |      |      |      |      |      |      |      |      |
| 1793                    | 1800 | 1806 | 1821 | 1831 | 1836 | 1841 | 1846 | 1851 |
| 242                     | 276  | 337  | 449  | 511  | 580  | 593  | 360  | 604  |

| 1856 | 1861 | 1866 | 1872 | 1876 | 1881 | 1886 | 1891 | 1896 |
| ---- | ---- | ---- | ---- | ---- | ---- | ---- | ---- | ---- |
| 644  | 622  | 666  | 684  | 707  | 810  | 841  | 881  | 843  |

| 1901 | 1906 | 1911 | 1921 | 1926 | 1931 | 1936 | 1946 | 1954 |
| ---- | ---- | ---- | ---- | ---- | ---- | ---- | ---- | ---- |
| 854  | 822  | 815  | 764  | 746  | 798  | 818  | 765  | 763  |

| 1962 | 1968 | 1975  | 1982  | 1990  | 1999  | 2005  | 2008  | 2010  |
| ---- | ---- | ----- | ----- | ----- | ----- | ----- | ----- | ----- |
| 834  | 843  | 1.016 | 1.718 | 2.123 | 2.519 | 2.674 | 2.851 | 3.120 |

| 2013  |
| ----- |
| 3.288 |

Fonts: Ldh/EHESS/Cassini fins al 1999, després INSEE a partir deL 2004

### Evolució de la població

Població 1962-2008

## Administració i política

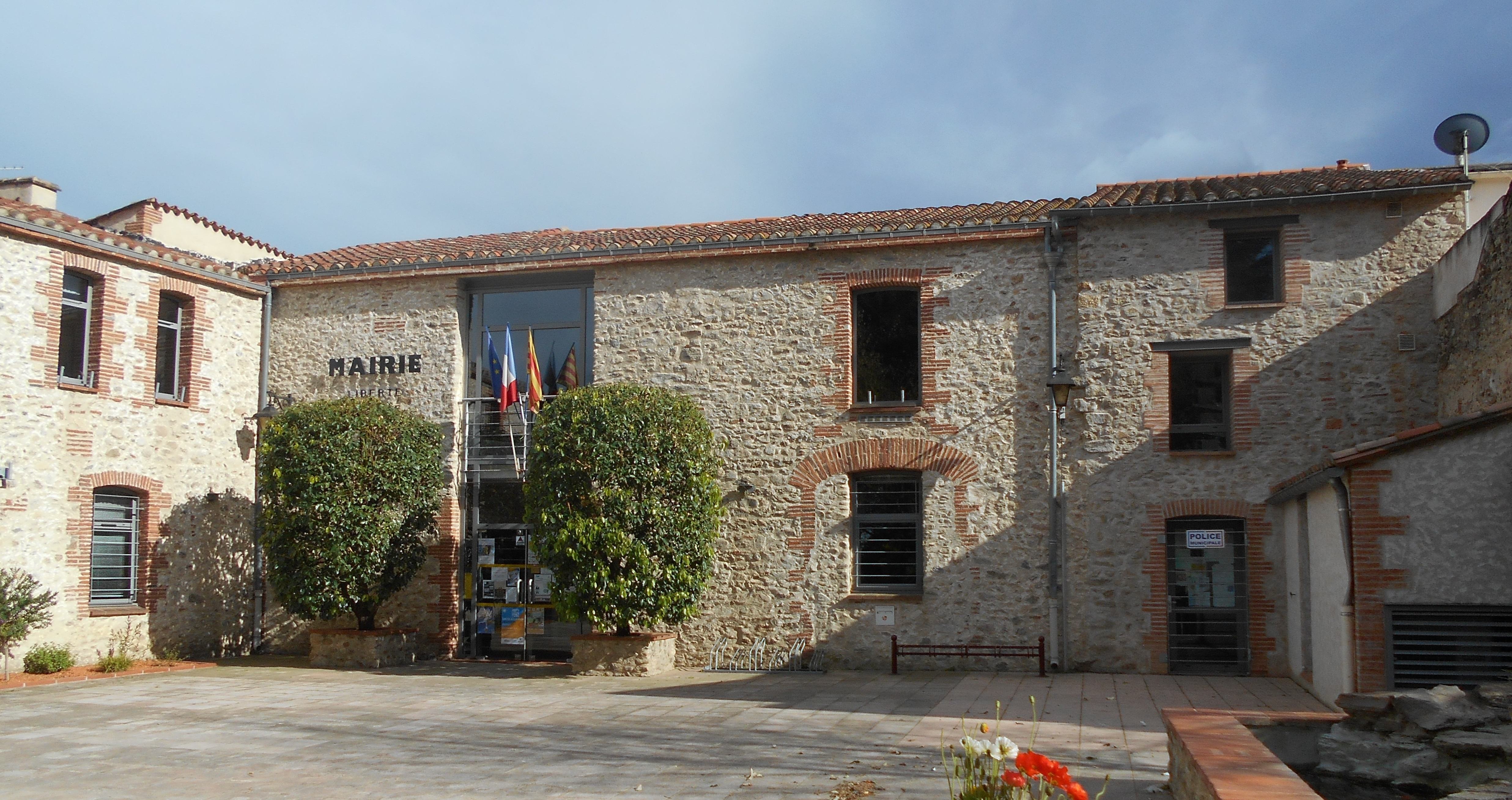
La Casa del Comú

### Batlles[11]
| Període              | Nom                | Opció política                  | Comentaris                          |
| -------------------- | ------------------ | ------------------------------- | ----------------------------------- |
| 1792 - 1796          | Joseph Barate      |                                 |                                     |
| 1796 - 1797          | Jean Verdier       |                                 |                                     |
| 1797 - 1800          | Dominique Turie    |                                 |                                     |
| 1800 - 1807          | Jacques Méric      |                                 |                                     |
| 1807 - 1812          | André Roca         |                                 |                                     |
| 1812 - 1816          | Jean Bocamp        |                                 |                                     |
| 1816 - 1819          | André Roca         |                                 |                                     |
| 1819 - 1828          | Mathias Cortès     |                                 |                                     |
| 1828 - 1830          | Jacques Canceil    |                                 |                                     |
| 1830 - 1834          | Jean Bocamp        |                                 |                                     |
| 1834 - 1838          | Dominique Desclaux |                                 |                                     |
| 1838 - 1841          | Jean Verdier       |                                 |                                     |
| 1841 - 1845          | Pierre Romeu       |                                 |                                     |
| 1845 - 1846          | Honoré Bocamp      |                                 |                                     |
| 1846 - 1847          | Thomas Rougé       |                                 |                                     |
| 1847 - 1848          | François Michaux   |                                 |                                     |
| 1848 - 1850          | Honoré Bocamp      |                                 |                                     |
| 1850 - 1865          | Joseph Moli        |                                 |                                     |
| 1865 - 1870          | André Bocamp       |                                 |                                     |
| 1870 - 1874          | Honoré Bocamp      |                                 |                                     |
| 1874 - 1876          | Joseph Moli        |                                 |                                     |
| 1876 - 1876          | Joseph Masnou      |                                 |                                     |
| 1876 - 1892          | Honoré Bocamp      |                                 |                                     |
| 1892 - 1896          | André Tasque       |                                 |                                     |
| 1896 - 1900          | Honoré Bocamp      |                                 |                                     |
| 1900 - 1904          | André Matillo      |                                 |                                     |
| 1904 - 1919          | Eugène Bocamp      |                                 |                                     |
| 1919 - 1925          | André Matillo      |                                 |                                     |
| 1925 - 1943          | François Fourquet  |                                 |                                     |
| 1943 - 1944          | Jean Matill        |                                 |                                     |
| 1944 - 1945          | Joseph Bourrat     |                                 |                                     |
| 1945 - 1947          | René Tasque        |                                 |                                     |
| 1947 - 1977          | Henri Bagnouls     |                                 |                                     |
| 1977 - Moment actual | Francis Manent     | Partit Radical d'Esquerra (PRG) | Conseller regional del 2001 al 2004 |

### Legislatura 2014 - 2020

#### Batlle
- Francis Manent.

#### Adjunts al batlle[14]
- 1a: Martine Esteve
- 2n: José Pimentel
- 3a: Marie-Thérèse Imbard
- 4t: François Mancebo
- 5a: Lydia Massonnat
- 6è: Samuel Moli
- 7a: Gilbert Critelli.

#### Consellers municipals
- Françoise Houchot-Lelièvre
- Rose-Marie Olieu
- Jean-Marc Respaut
- Sandra Cerbère-Hadjadj
- Francis Quintane
- Catherine Vilavella-Vile
- Georges Brousse
- Corinne Gaillot
- Michel Lagarrigue
- Claire Alverni
- Jean-Jacques Zanin
- Aurélie Larrue
- Joseph de Lammerville
- Sabine Colomer
- Pierre Lacreu.

### Adscripció cantonal

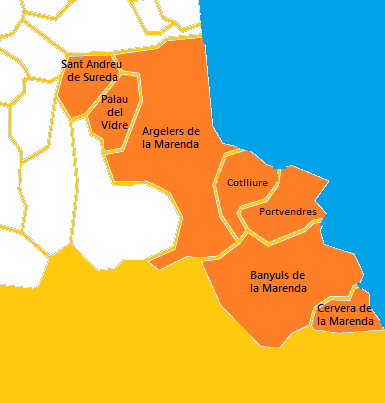
Mapa del Cantó de la Costa Vermella

A les eleccions cantonals del 2015 Sant Andreu de Sureda ha estat inclòs en el cantó denominat La Costa Vermella, amb capitalitat a la vila d'Argelers de la Marenda, i amb les viles de Cotlliure i Portvendres i els pobles de Banyuls de la Marenda, Cervera, Palau del Vidre i Sant Andreu de Sureda. Hi han estat escollits com a consellers departamentals Marina Parra-Joly, del Partit Socialista, segona adjunt al batlle d'Argelers de la Marenda, i Michel Moly, del Partit Socialista, Primer vicepresident del Consell departamental.

### Serveis comunals mancomunats
Sant Andreu de Sureda forma part de la Comunitat de comunes de les Alberes, Costa Vermella i d'Illiberis, amb capitalitat a Argelers, juntament amb Argelers, Bages de Rosselló, Banyuls de la Marenda, Cervera de la Marenda, Cotlliure, Elna, Montesquiu d'Albera, Ortafà, Palau del Vidre, Portvendres, la Roca d'Albera, Sant Andreu de Sureda, Sant Genís de Fontanes, Sureda i Vilallonga dels Monts.

## Ensenyament i cultura
A Sant Andreu de Sureda hi ha una llar d'infants, els Resquills, d'acolliment col·lectiu d'infants de 12 setmanes a 3 anys, gestionada per la Comunitat Albera - Costa Vermella. A continuació, s'hi troba l'escola maternal Elisa Jacomet, l'Escola primària de Sant Andreu, el col·legi Pierre Mendès-France, de secundària, que no tan sols serveix Sant Andreu de la Sureda, sinó també Montesquiu d'Albera, la Roca d'Albera, Sant Genís de Fontanes, Sureda i Vilallonga dels Monts. De Liceu, per a estudiar batxillerat, no n'hi ha, i els adolescents del poble han de desplaçar-se a Vilallonga dels Monts, Tesà o Perpinyà per tal de cursar aquests estudis.

## Persones il·lustres
- Joseph Bocamy (1823-1886), metge epidemiòleg
- Joan Bourrat (1859-1909), polític, diputat del 1896 al 1909